# Баранов Кузьма Васильович
Кузьма Васильович Баранов (нар. 1906, село Улакли, тепер Великоновосілківського району Донецької області — 22 грудня 1970) — український радянський діяч, інженер, директор Донецького і Макіївського металургійних заводів, лауреат Сталінської премії. Депутат Верховної Ради УРСР 3—4-го скликань. Член ЦК КПУ в 1954—1956 р.

## Біографія
Народився в жовтні 1906 року в родині робітника. Трудову діяльність розпочав у 1919 році. У 1919—1926 роках — розсильний, токар Путилівського заводу міста Петрограда (Ленінграда). У 1925 році закінчив школу фабрично-заводського навчання.
Член ВКП(б) з 1925 року.
З 1926 року — бракувальник відділу технічного контролю (ВТК) Сталінського металургійного заводу на Донбасі.
Освіта вища. У 1931 році закінчив вечірнє відділення Донецького індустріального інституту.
З 1931 по 1941 рік працював інженером лабораторії, начальником зміни цеху блюмінга, начальником блюмінга, заступником головного інженера Сталінського металургійного заводу імені Сталіна Сталінської області.
Під час німецько-радянської війни у 1941 році був евакуйований у східні райони СРСР. У 1941—1943 роках — заступник головного інженера, начальник виробничо-розпорядчого відділу Алапаївського металургійного заводу Свердловської області РРФСР.
У 1943—1947 роках — головний інженер Сталінського металургійного заводу імені Сталіна Сталінської області.
У 1947—1953 роках — директор Сталінського металургійного заводу імені Сталіна Сталінської області.
У 1953—1956 роках — директор Макіївського металургійного заводу імені Кірова Сталінської області.
У 1956—1957 роках — директор Краматорського металургійного заводу імені Куйбишева Сталінської області.
Після важкої хвороби, перенесеної в 1957 році, продовжував працювати в Донецькій раді народного господарства (РНГ).
Потім — керівник групи, старший науковий працівник Донецького науково-дослідного інституту чорних металів.
Раптово помер при виконанні службових обов'язків.

## Нагороди та відзнаки
- орден Леніна
- три ордени Трудового Червоного Прапора
- орден «Знак Пошани» (19.07.1958)
- медаль «За трудову доблесть»
- медаль «За доблесну працю у Великій Вітчизняній війні 1941—1945 рр.»
- Сталінська премія (1951)